# Église de Tous-les-Saints de Puerto de la Cruz
Pour les articles homonymes, voir église de Tous-les-Saints.
L’église de Tous-les-Saints (en espagnol : Iglesia Anglicana de Todos los Santos) est une église anglicane située dans la ville de Puerto de la Cruz sur l'île de Tenerife (îles Canaries, Espagne).

## Histoire
Elle est dans le parc Taoro et est un vestige important de la colonie britannique au XIXe siècle installée dans cette ville. Le style de l'édifice est néogothique anglais. La première pierre de l'église a été posée le 7 mai 1890, par la veuve de M. Charles Spencer[Lequel ?].
L'église a été construite avec l'argent donné par les visiteurs et les résidents étrangers britanniques dans la ville. L'orgue, la chaire, vitraux peints, les fonts baptismaux et d'autres produits étaient des dons privés. Pour sa part, le presbytère et le retable étaient des cadeaux de la mère de M. Boreham et d'autres membres de la famille. En 1964, l'Église anglicane est devenu dépendante du diocèse anglican de Gibraltar. L'église de Tous-les-Saints de Puerto de la Cruz a été la première église anglicane construite dans les îles Canaries, en plus aussi cette ville possède le plus ancien cimetière anglican dans les îles.